# 맥 앱 스토어
맥 앱 스토어(영어: Mac App Store)는 애플이 운영하는 온라인 OS X용 응용프로그램 플랫폼이다. 2010년 10월 20일 "Back to the Mac" 이벤트에서 공개되었고, 애플은 출시에 대비해 2010년 11월 3일부터 등록 개발자로부터 앱 제출을 받기 시작했다.
맥 앱 스토어는 맥 OS X 스노 레퍼드 10.6.6 버전 이후 2011년 1월 6일부터 무료로 제공되었는데, 이 버전이 제공된지 하루만에 애플은 다운로드 수가 100만 건이 넘었다고 발표했다. 2018년 6월 4일에는 macOS 모하비에서 새로운 버전의 맥 앱 스토어가 출시될 것이라고 발표했다.

## 규정
iPadOS와 iOS의 앱 스토어처럼 맥 앱 스토어도 애플에 의해 개발자가 애플리케이션을 제출하려면 연간 99달러의 애플 개발자 프로그램에 가입해야 한다. 또한 애플리케이션이 제출된 뒤, 애플이 승인을 해야 맥 앱 스토어에서 출시된다.

### 연령별 분류
애플은 iPadOS와 iOS의 앱 스토어처럼 맥 앱 스토어도 모든 애플리케이션에 적합한 연령대의 등급을 매기는데, 애플이 구체적으로 밝힌 등급은 다음과 같다.
| 구분 | 설명 |
| ---- | --- |
| 4+   | 부적합한 자료는 포함되어 있지 않다. |
| 9+   | 판타지와 경미한 폭력이 드물게 발생하며, 9세 이하의 어린이에게 적합하지 않을 수 있는 경미한 선정적 장면과 공포가 포함되어 있을 수 있다.              |
| 12+  | 판타지와 폭력, 경미한 선정적 장면과 욕설이 빈번하게 등장하고, 12세 이하의 어린이에게 맞지 않는 모의 도박을 포함할 수 있다.                          |
| 17+  | 매우 빈번하게 심한 욕설과 판타지, 선정적, 공포, 성적 내용, 술과 마약이 등장하여, 17세 미만의 어린이에게 적합하지 않는 것들이 포함되어 있을 수 있다. |

## 역사
맥 앱 스토어는 2011년 1월 6일 애플이 직접 개발한 애플리케이션과 타사 애플리케이션을 포함해 총 1000여개의 앱을 탑재해 출시했다. 대부분의 앱은 게임 카테고리에 분류되어, 유틸리티 카테고리에 분류된 앱보다 3배나 많은 앱이 분류되었다. 대부분의 앱들은 20~50 달러로 구매할 수 있었으며, 맥 앱 스토어가 출시된지 첫날 동안 앵그리버드는 앱스토어에서 유로 앱 1위를 차지했다.
2015년 11월 11일, 맥 앱 스토어에서 다수의 앱들이 출시되었는데, 이 앱들을 다운로드하면 오류 메시지가 나타났고, 결국 사용자들은 이 앱을 다시 다운로드해야 했다. 이 문제는 탭봇 개발업체 폴 해다드에 의해 다음날에 밝혀졌고, 11월 17일 애플은 그 앱의 개발자들에게 이 문제를 안내하고 대부분의 문제가 해결되었다고 밝혔다.
2018년 1월 1일, 애플은 맥 앱 스토어에서 32비트 앱을 출시하지 않겠다고 발표했고, 기존의 32비트 앱들은 2018년 6월 1일까지 모두 업데이트되었다.

## 같이 보기
- 마이크로소프트 스토어